# Station Marchienne-Zône
Station Marchienne-Zône is een spoorwegstation langs spoorlijn 130A (Charleroi - Erquelinnes) in Marchienne-au-Pont, een deelgemeente van de Belgische stad Charleroi. In 2022 uitte het Charleroise stadsbestuur de wens om het station te hernoemen naar Charleroi-Saint-Martin.
Het is nu een stopplaats.

## Treindienst
| Serie       | Treinsoort               | Route                                                                    | Bijzonderheden                                                                            |
| ----------- | ------------------------ | ------------------------------------------------------------------------ | ----------------------------------------------------------------------------------------- |
| S 63        | S-trein Charleroi (NMBS) | Charleroi-Centraal – Marchienne-Zône – Erquelinnes – Maubeuge            | Tijdens de spits extra ritten Charleroi-Centraal-Erquelinnes. Rijdt in het weekend 1×/2u. |
| P 7750/8750 | Piekuurtrein (NMBS)      | [ Erquelinnes – Marchienne-Zône – ] / [ Ottignies – ] Charleroi-Centraal | Rijdt alleen op werkdagen.                                                                |

## Galerij

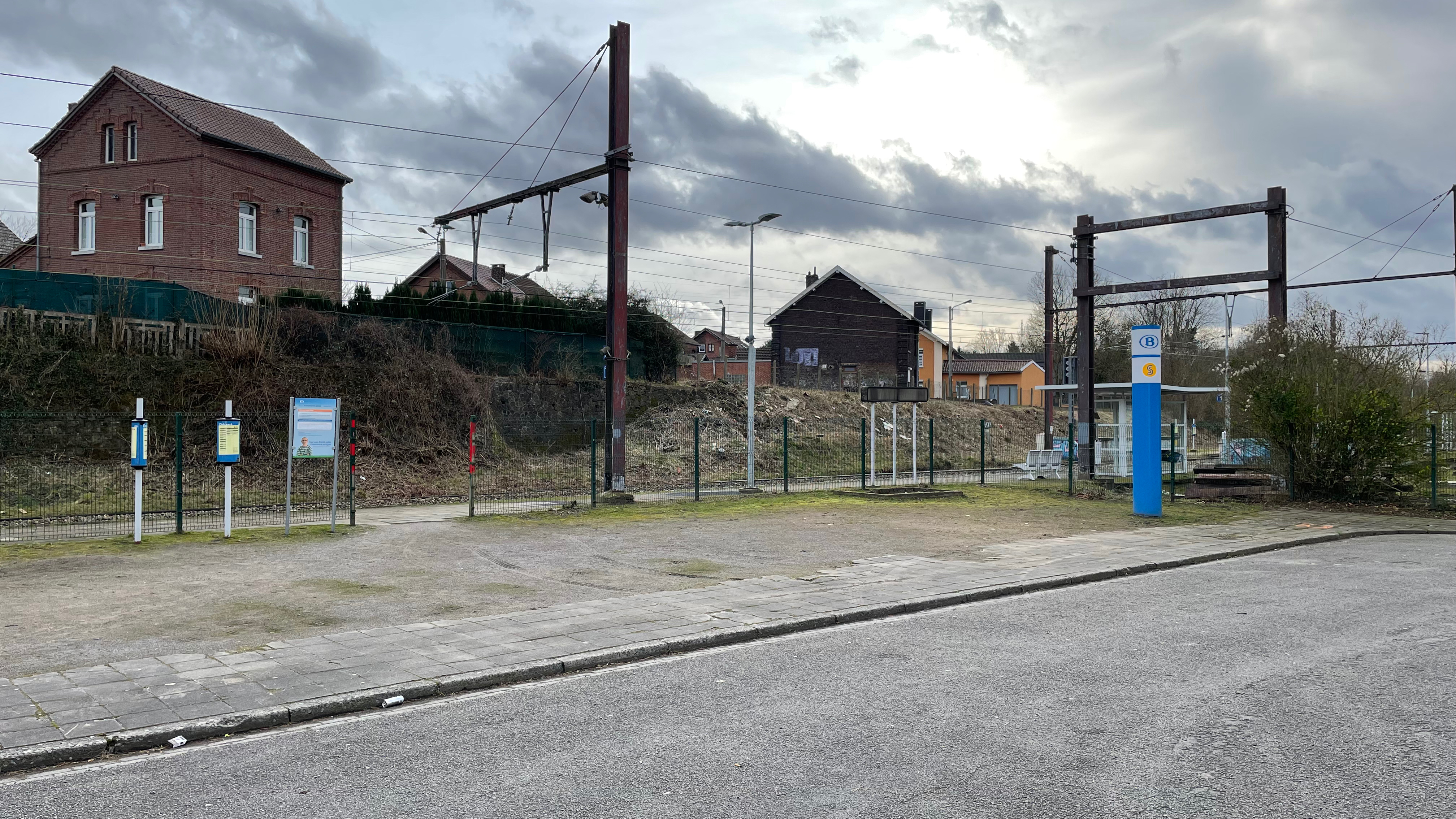
Toegang tot het station
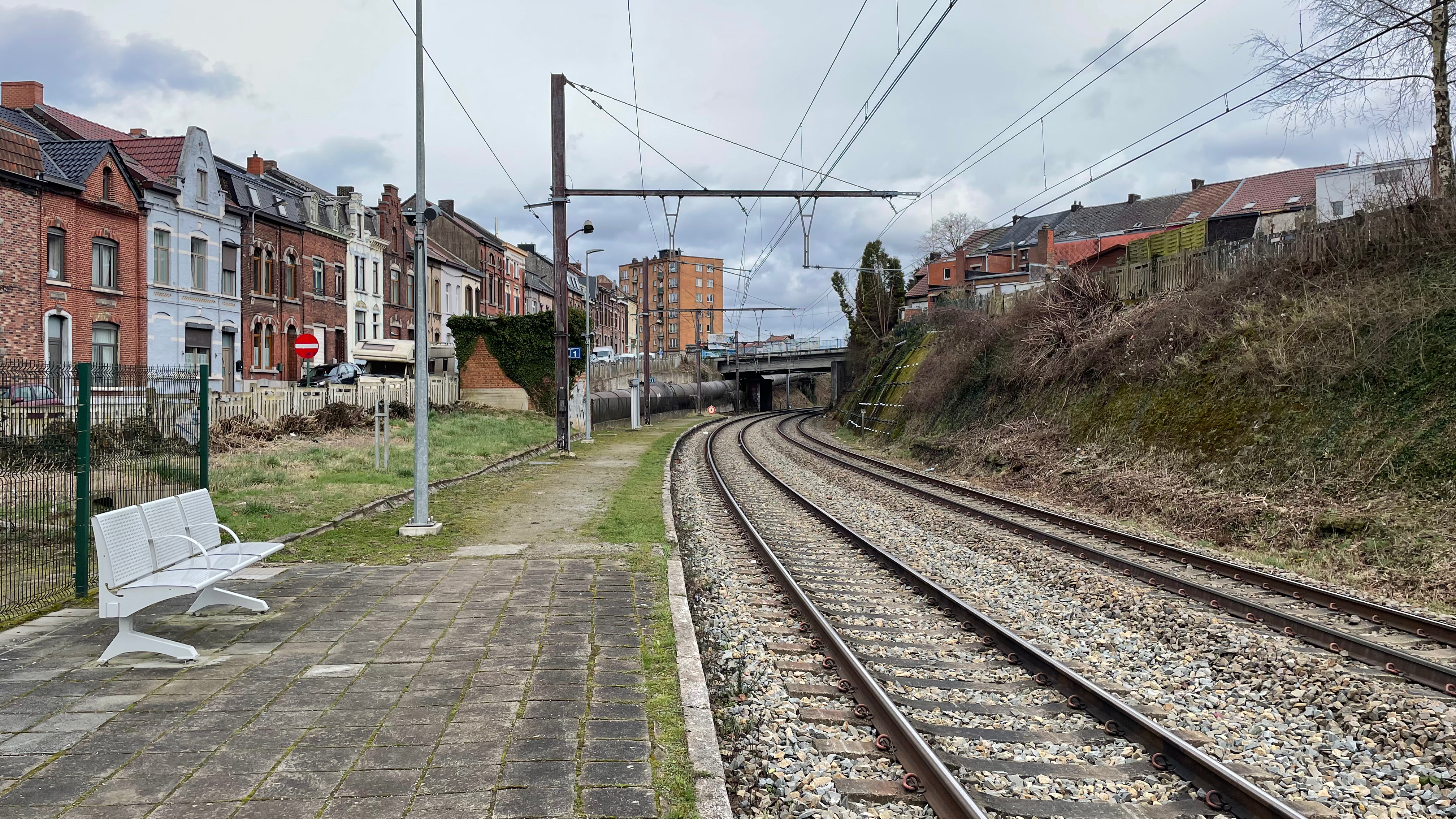
Perron 1
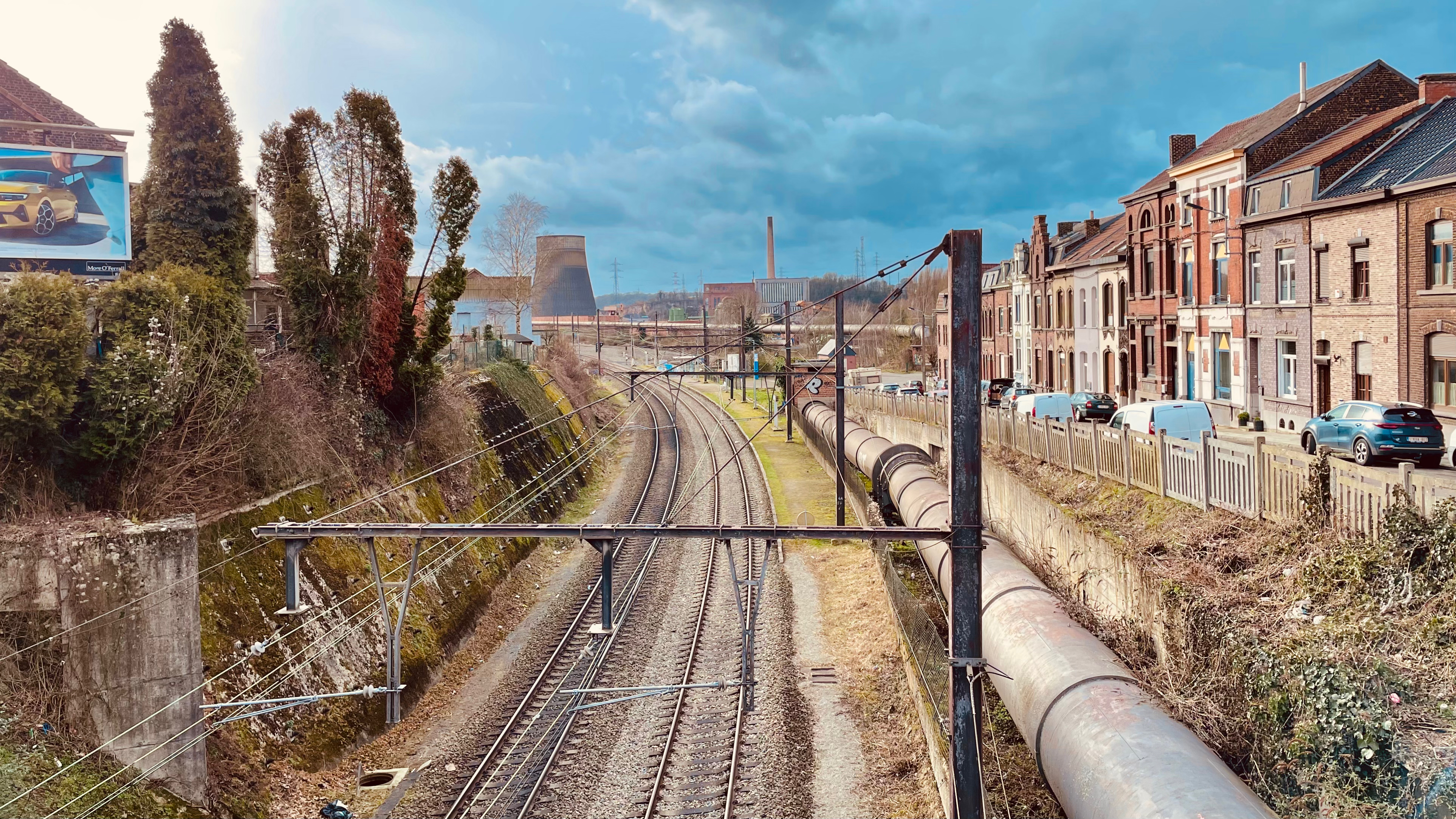
Zicht op de sporen
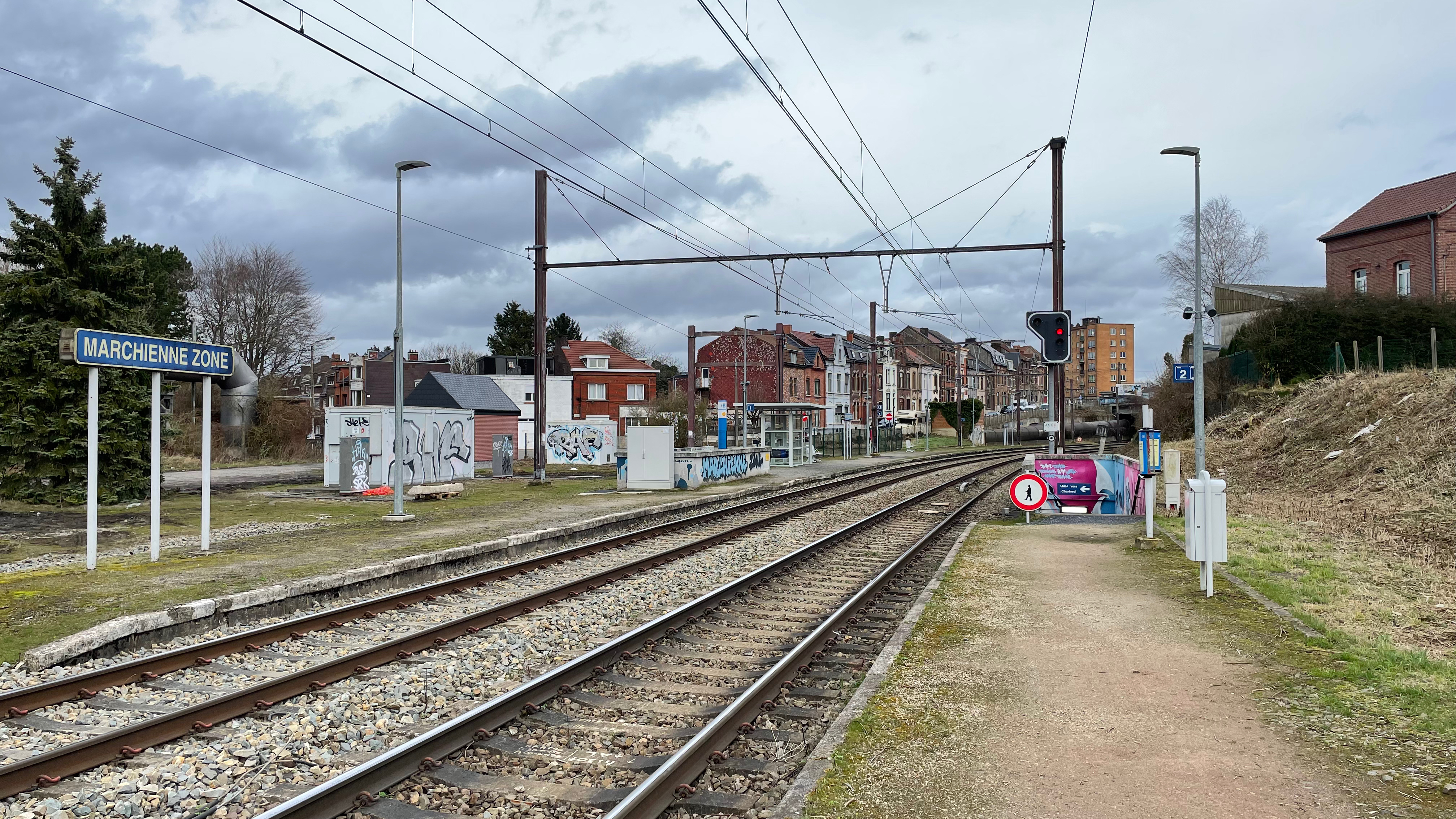
Perron 2

## Reizigerstellingen
De grafiek en tabel geven het gemiddeld aantal instappende reizigers weer op een week-, zater- en zondag.
| Tabel: aantal instappende reizigers station Marchienne-Zone | Tabel: aantal instappende reizigers station Marchienne-Zone | Tabel: aantal instappende reizigers station Marchienne-Zone | Tabel: aantal instappende reizigers station Marchienne-Zone |
|                                                             | Weekdag                                                     | Zaterdag                                                    | Zondag                                                      |
| ----------------------------------------------------------- | ----------------------------------------------------------- | ----------------------------------------------------------- | ----------------------------------------------------------- |
| 1977                                                        | 217                                                         | 65                                                          | 44                                                          |
| 1978                                                        | 196                                                         | 59                                                          | 25                                                          |
| 1979                                                        | 173                                                         | 89                                                          | 37                                                          |
| 1980                                                        | 185                                                         | 60                                                          | 32                                                          |
| 1981                                                        | 190                                                         | 51                                                          | 17                                                          |
| 1982                                                        | 136                                                         | 46                                                          | 21                                                          |
| 1983                                                        | 154                                                         | 46                                                          | 16                                                          |
| 1984                                                        | 127                                                         | 30                                                          | 12                                                          |
| 1985                                                        | 106                                                         | 23                                                          | 38                                                          |
| 1986                                                        | 80                                                          | 23                                                          | 21                                                          |
| 1987                                                        | 97                                                          | 23                                                          | 18                                                          |
| 1988                                                        | 83                                                          | 28                                                          | 20                                                          |
| 1989                                                        | 81                                                          | 18                                                          | 19                                                          |
| 1990                                                        | 73                                                          | 20                                                          | 10                                                          |
| 1991                                                        | 61                                                          | 25                                                          | 25                                                          |
| 1992                                                        | 77                                                          | 17                                                          | 16                                                          |
| 1993                                                        | 72                                                          | 23                                                          | 20                                                          |
| 1994                                                        | 72                                                          | 17                                                          | 11                                                          |
| 1995                                                        | 39                                                          | 10                                                          | 7                                                           |
| 1996                                                        | 51                                                          | 14                                                          | 8                                                           |
| 1997                                                        | 54                                                          | 13                                                          | 10                                                          |
| 1998                                                        | 39                                                          | 10                                                          | 14                                                          |
| 1999                                                        | 33                                                          | 9                                                           | 8                                                           |
| 2000                                                        | 64                                                          | 33                                                          | 10                                                          |
| 2001                                                        | 48                                                          | 11                                                          | 8                                                           |
| 2002                                                        | 39                                                          | 6                                                           | 8                                                           |
| 2003                                                        | 37                                                          | 2                                                           | 6                                                           |
| 2004                                                        | 42                                                          | 5                                                           | 6                                                           |
| 2005                                                        | 36                                                          | 12                                                          | 5                                                           |
| 2006                                                        | 36                                                          | 17                                                          | 10                                                          |
| 2007                                                        | 35                                                          | 8                                                           | 8                                                           |
| 2008                                                        | -                                                           | -                                                           | -                                                           |
| 2009                                                        | 31                                                          | 4                                                           | 4                                                           |
| 2010                                                        | -                                                           | -                                                           | -                                                           |
| 2011                                                        | -                                                           | -                                                           | -                                                           |
| 2012                                                        | 39                                                          | 5                                                           | 1                                                           |
| 2013                                                        | 28                                                          | 6                                                           | 4                                                           |
| 2014                                                        | 27                                                          | 6                                                           | 3                                                           |
| 2015                                                        | 29                                                          | 2                                                           | 10                                                          |
| 2016                                                        | 38                                                          | 14                                                          | 19                                                          |
| 2017                                                        | 20                                                          | 7                                                           | 5                                                           |
| 2018                                                        | 31                                                          | 8                                                           | 7                                                           |
| 2019                                                        | 19                                                          | 3                                                           | 9                                                           |
| 2020                                                        | 20                                                          | 9                                                           | 3                                                           |
| 2021                                                        | -                                                           | -                                                           | -                                                           |
| 2022                                                        | 18                                                          | 31                                                          | 28                                                          |
| 2023                                                        | 41                                                          | 6                                                           | 13                                                          |
| 2024                                                        | 29                                                          | 5                                                           | 4                                                           |

Charleroi-Central · 
Charleroi-Nord · 
Charleroi-Ouest · 
Charleroi-Sud-Quai · 
Charleroi-Ville-Haute · 
Couillet · 
 Couillet-Montignies · 
Dampremy · 
Gosselies · 
Goutroux · 
Jumet-Brûlotte · 
La Planche ·
La Villette ·
Lodelinsart · 
Lodelinsart-Ouest · 
Marchienne-au-Pont · 
Marchienne-Est · 
Marchienne-Zône · 
Marcinelle · 
Marcinelle-Haies · 
Monceau · 
Monceau-Usines · 
Montignies-Formation · 
Montignies-Neuville · 
Montignies-sur-Sambre · 
Mont-sur-Marchienne · 
Ransart · 
Roux
0,0: Charleroi-Centraal ·
1,0: Marcinelle ·
1,8: La Villette ·
2,5: La Sambre ·
4,1: Marchienne-Zône ·
4,5: Jambe-de-Bois ·
8,0: Landelies ·
11,6: Hourpes ·
14,9: Thuin ·
16,9: Lobbes ·
21,8: Fontaine-Valmont ·
23,7: Labuissière ·
25,7: Solre-sur-Sambre ·
27,6: Erquelinnes-Dorp ·
29,1: Erquelinnes